# 特勒邦
特勒邦（法語：Treban，法語發音：[tʁəbɑ̃]）是法国阿列省的一个市镇，位于该省中部，属于穆兰区。

## 地理
特勒邦（46°24'16"N, 3°10'29"E）面积25.63 平方千米，位于法国奥弗涅-罗讷-阿尔卑斯大区阿列省，该省份为法国中部省份，北起涅夫勒省、西北接谢尔省，西南至克勒兹省，南至多姆山省，东南临卢瓦尔省，东临索恩-卢瓦尔省。
与特勒邦接壤的市镇（或旧市镇、城区）包括：布雷奈、克雷桑日、拉费利讷、梅亚尔、勒泰伊、特龙热。

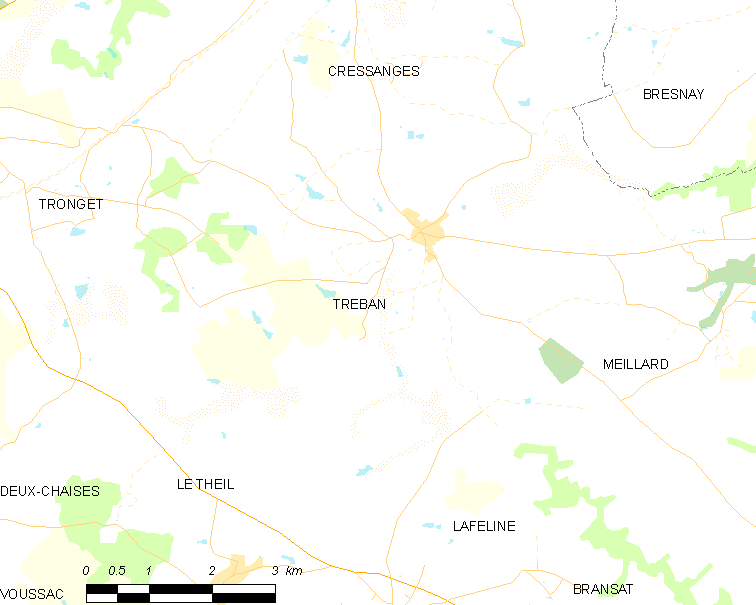
特勒邦的OSM定位图

特勒邦的时区为UTC+01:00、UTC+02:00（夏令时）。

## 行政
特勒邦的邮政编码为03240，INSEE市镇编码为03287。

## 政治
特勒邦所属的省级选区为苏维尼县。

## 人口

1962-2008年间特勒邦人口变化图示

特勒邦于2022年1月1日时的人口数量为376人。